# Christiaen van Couwenbergh

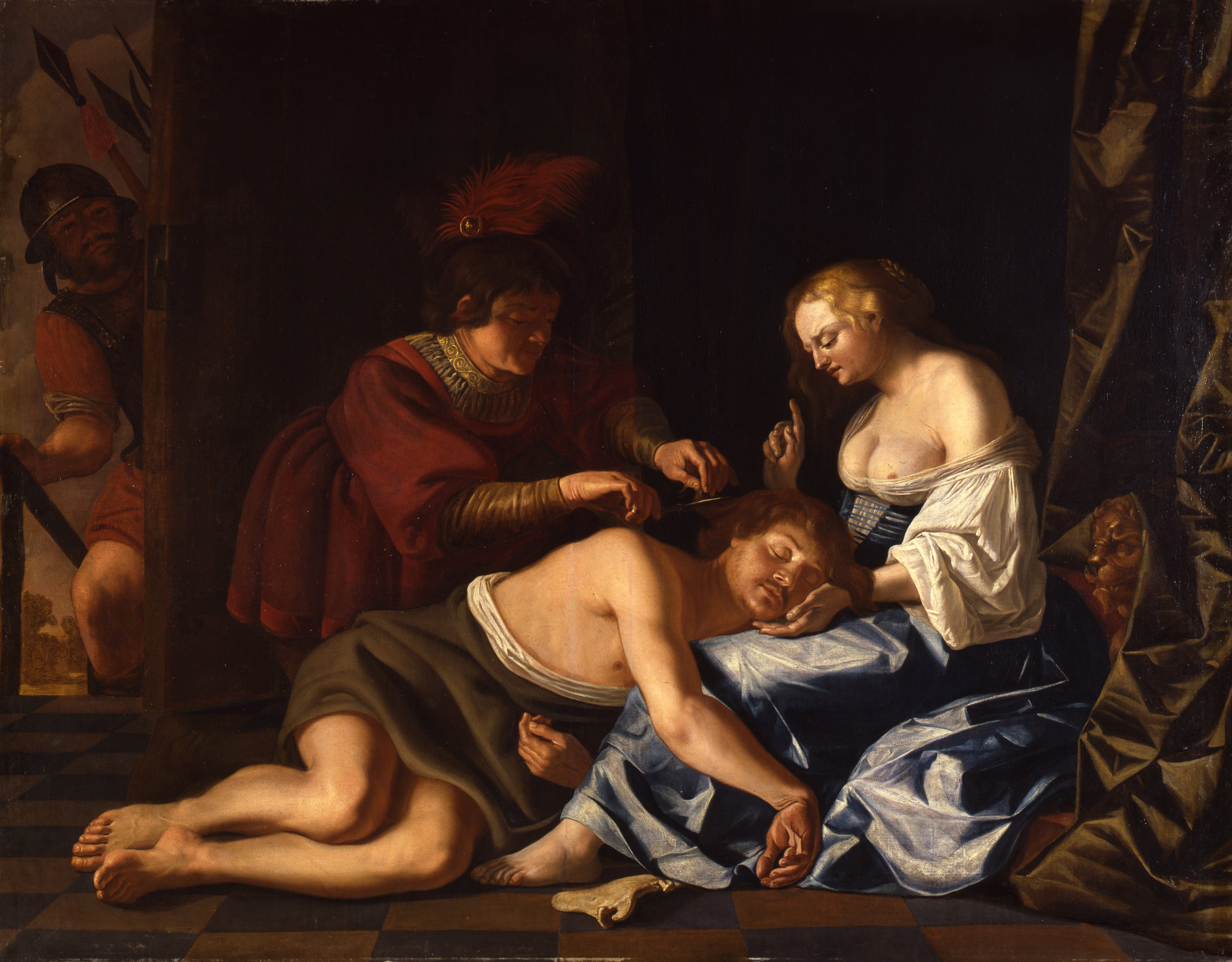
Quadro di Couwenbergh custodito al Dordrechts Museum

Christiaen van Couwenbergh (Delft, 8 luglio 1604 – Colonia, 4 luglio 1667) è stato un pittore olandese del Secolo d'oro olandese.

## Biografia

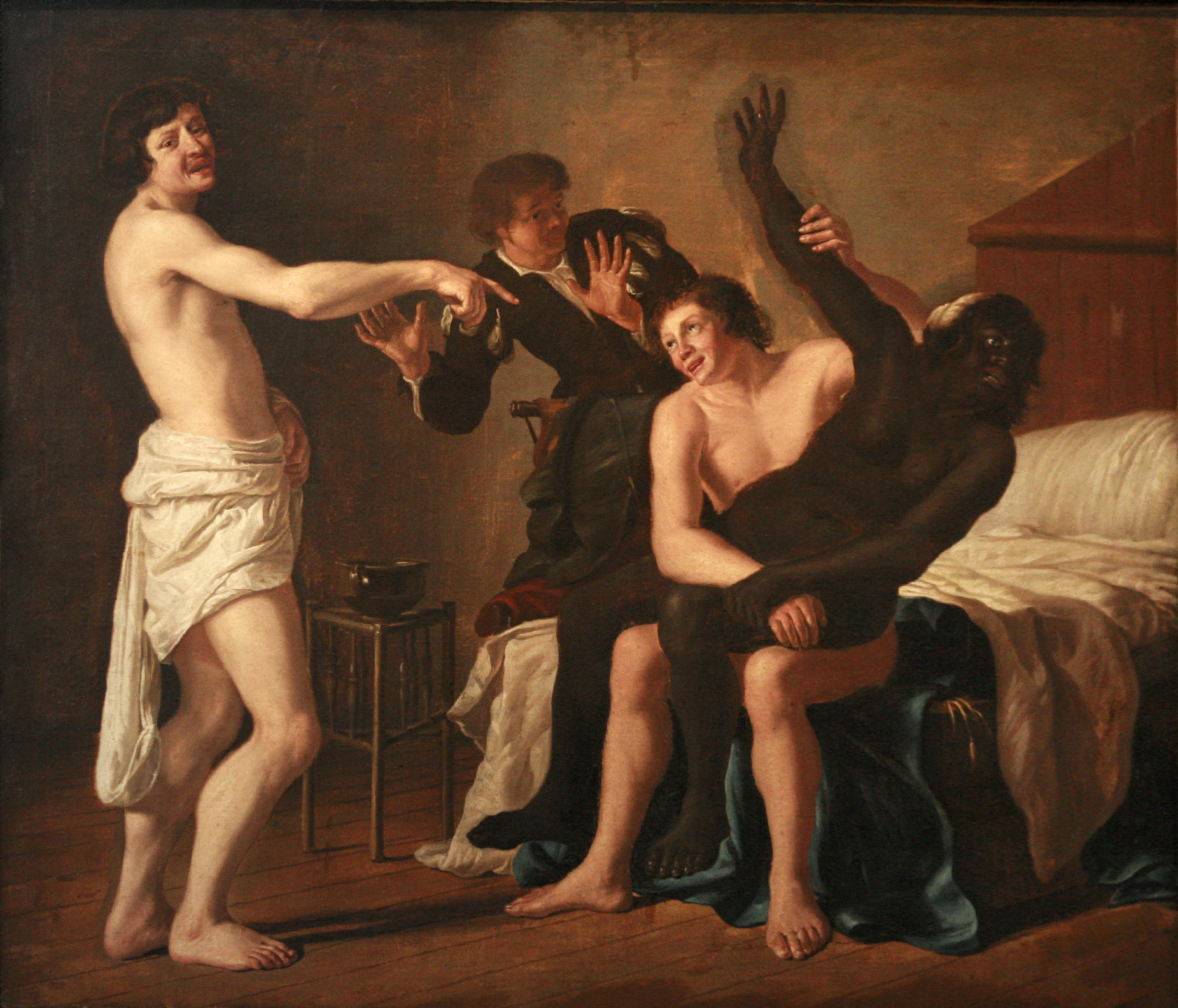
Quadro di Couwenbergh custodito al Museo di Belle Arti di Strasburgo

Nato a Delft, suo padre Gillis era un argentiere, incisore e commerciante d'arte di Mechelen. Gillis si era trasferito a Delft prima del 1604 dove sposò Adriaantje Vosmaer, sorella del pittore Jacob Vosmaer. Christiaen imparò a dipingere da Johan van Nes, per poi entrare nel 1627 nella Corporazione di San Luca di Delft. In seguito viaggiò molto per l'Italia. Dopo il suo ritorno in patria, si stabilì a L'Aia dove nel 1647 entrò a far parte della Confrerie Pictura, divendone diacono nel 1649. Si specializzò nel dipingere quadri aventi come tematica allegorie storiche, spesso con nudi a grandezza naturale. Produsse anche disegni per arazzi. Tra i suoi mecenati vi era Federico Enrico principe d'Orange. La regina Cristina di Svezia acquistò una serie di arazzi realizzati a partire dai suoi disegni.
Successivamente si trasferì a Colonia tra il 1654 e il 1656, dove morì. È noto per i ritratti e le allegorie storiche ed è considerato uno dei pittori influenzati da Caravaggio.